# National Highway 51
National Highway 51 (NH 51) ist eine Hauptfernstraße im Nordosten des Staates Indien mit einer Länge von 149 Kilometern. Sie beginnt in Peikan im Bundesstaat Assam am NH 37 und führt nach 22 km durch diesen Bundesstaat weitere 127 km durch den benachbarten Bundesstaat Meghalaya, wo sie in Dalu unweit der Grenze mit Bangladesch am NH 62 endet.